# Гроув-Сіті (Флорида)
Гроув-Сіті (англ. Grove City) — переписна місцевість (CDP) в США, в окрузі Шарлотт штату Флорида. Населення — 2174 особи (2020).

## Географія
Гроув-Сіті розташований за координатами 26°54′24″ пн. ш. 82°19′34″ зх. д. / 26.90667° пн. ш. 82.32611° зх. д. (26.906715, -82.326071).  За даними Бюро перепису населення США в 2010 році переписна місцевість мала площу 5,80 км², з яких 3,51 км² — суходіл та 2,29 км² — водойми.

## Демографія
Згідно з переписом 2010 року, у переписній місцевості мешкали 1804 особи в 947 домогосподарствах у складі 532 родин. Густота населення становила 311 осіб/км².  Було 1495 помешкань (258/км²).
Расовий склад населення:
| - 97,8 % — білих - 0,3 % — азіатів - 0,2 % — корінних американців |

До двох чи більше рас належало 0,9 %. Частка іспаномовних становила 1,9 % від усіх жителів.
За віковим діапазоном населення розподілялося таким чином: 9,7 % — особи молодші 18 років, 53,2 % — особи у віці 18—64 років, 37,1 % — особи у віці 65 років та старші. Медіана віку мешканця становила 59,3 року. На 100 осіб жіночої статі у переписній місцевості припадало 105,5 чоловіків;  на 100 жінок у віці від 18 років та старших — 100,6 чоловіків також старших 18 років.
Середній дохід на одне домашнє господарство  становив 74 470 доларів США (медіана — 38 583), а середній дохід на одну сім'ю — 123 324 долари (медіана — 59 345). Медіана доходів становила 69 444 долари для чоловіків та 39 063 долари для жінок. За межею бідності перебувало 25,9 % осіб, у тому числі 49,7 % дітей у віці до 18 років та 11,8 % осіб у віці 65 років та старших.
Цивільне працевлаштоване населення становило 671 особа. Основні галузі зайнятості: науковці, спеціалісти, менеджери — 18,5 %, мистецтво, розваги та відпочинок — 13,9 %, будівництво — 13,9 %.